# 阿帕纳日
阿帕纳日（法語：apanage，發音：[apanaʒ] ⓘ）是指君主或領主给没有继承权的家庭成员（一般为子女）的地产、头衔、职位或其他有价值的东西。历史上，阿帕纳日在欧洲大部分地区很常见。
阿帕纳日的法语原名“apanage”来自中世纪拉丁语“appanaticum”，后者派生自词语“ad panem”，意为“给予面包”。
阿帕纳日制度由法蘭西王國创立，这一制度是为了保障法国部分王室子女的生计，由于嫡长子继承制，他们无法获得继承权或收入。阿帕纳日制度曾极大地影响了法国和德意志各邦国的领土演变，也解释了为什么许多法国行省的紋章是国王纹章的修改版。